# Blauet nan becnegre
El blauet nan becnegre (Ceyx nigrirostris) és una espècie d'ocell de la família dels alcedínids (Alcedinidae) que habita corrents fluvials a la selva de les Filipines centrals, a Cebú, Negros i Panay. Sovint considerat coespecífic del blauet nan pitblau..